# Борисенко Василь Данилович
Василь Данилович Борисенко (нар. 1906, Костянтинівка, Російська імперія — пом. невідомо) — український радянський футболіст, по завершенні кар'єри — футбольний тренер та арбітр.

## Біографія
Виступав у «Хіміку» (Костянтинівка) та інших клубах Донбасу. Також захищав кольори збірної Харкова.
Після закінчення футбольної кар'єри він почав працювати тренером. У 1937 році він закінчив Московську школу тренерів, а на початку наступного року очолив «Стахановець» (Сталіно), дебютанта у вищому дивізіоні СРСР. Працював з командою до серпня 1938 року.
Після закінчення Другої світової війни почав судити футбольні матчі, представляючи місто Сталінабад (нині — Душанбе). 25 травня 1961 року йому було надано статус арбітра всесоюзної категорії.